# Szabó Ildikó (atléta)
Szabó Ildikó (Vásárosnamény, 1955. július 19. –) Európa-bajnoki ezüstérmes magyar atléta.

## Pályafutása
Karrierje során nyert magyar bajnoki címet távolugrásban, 200 méteren és váltófutásban is. Legerősebb számának a távolugrás számított, amelyben 1974 és 1977 között zsinórban négy alkalommal lett országos bajnok szabadtéren. A montreali olimpián harmadikként jutott a távolugrók döntőjébe, ahol mindössze három centiméterrel lemaradva a dobogóról ötödik lett. Utolsó ugrásával megszerezhette volna az érmet, ám a versenyvbírók szerint belépett. 1977-ben és 1978-ban egyaránt második helyezést szerzett a fedett Eb-n.